# Río Barak
El río Barak es un largo río del Asia meridional, un río de India que es una de las fuentes del río Meghna, uno de los tres ríos principales que desaguan en el delta del Ganges. El río es uno de los principales ríos de Assam del Sur y es parte del sistema fluvial Surma-Meghna. Nace como río Barak en la región montañosa del estado de Manipur,  siendo el más grande y el más importante de los ríos del país de las colinas. Después de Manipur, fluye a través del estado de  Mizoram y luego en Assam, terminando justo en la frontera con Bangladés, donde se divide en dos ramales: el río Surma (en bengalí: সুরমা নদী Shurma Nodi) y el río Kushiyara.
El río Barak, en India, tiene una longitud de 564 km, pero el sistema conjunto Barak-Surma-Meghna, alcanza los 950 km.

## Geografía

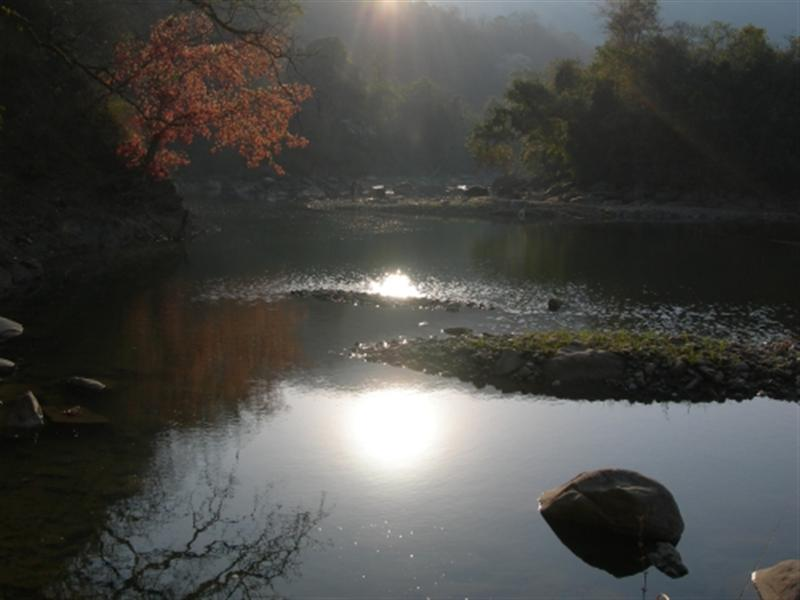
El río Barak en su curso superior en Manipur

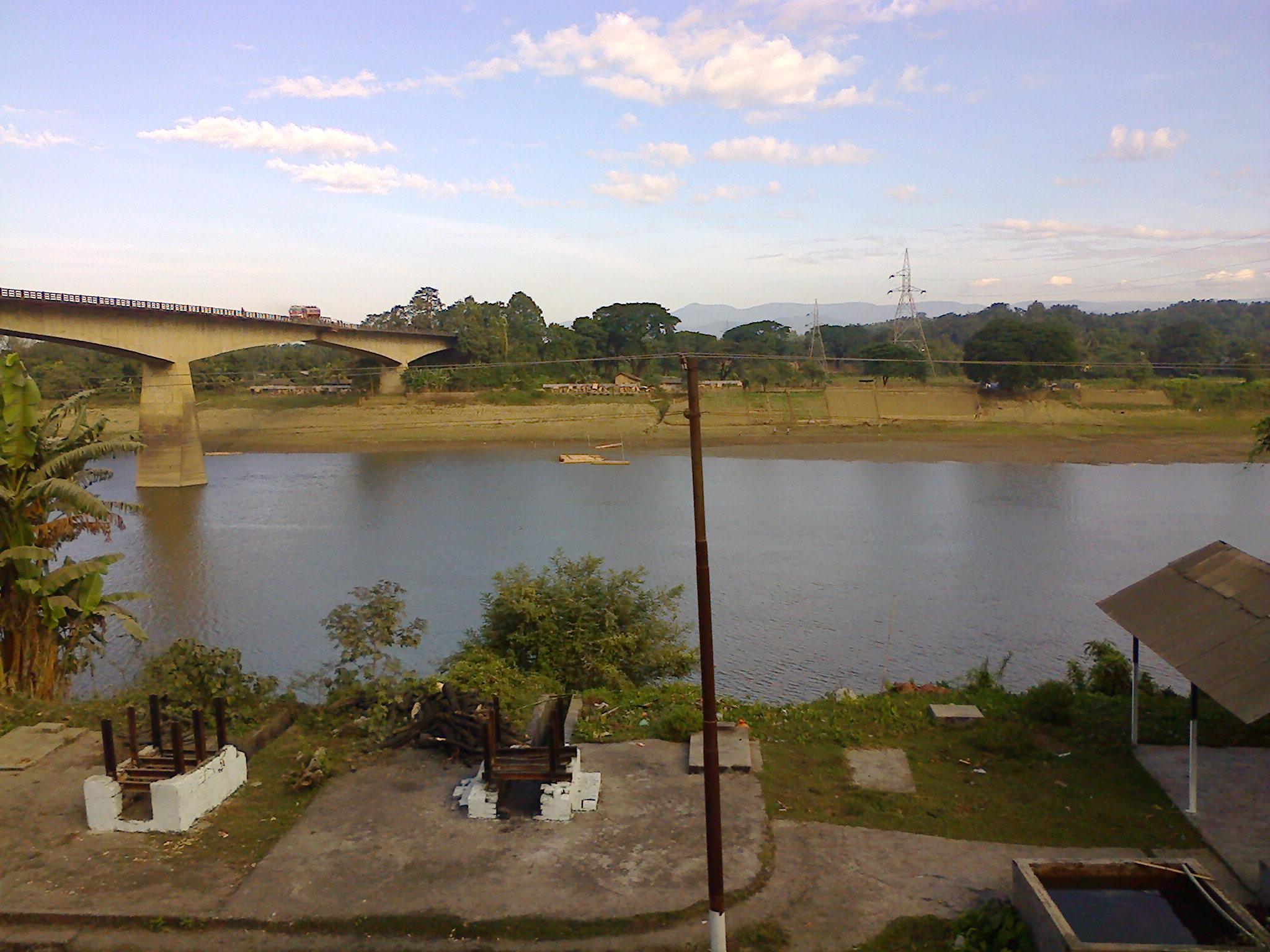
El río Barak en Lakhipur, Assam

El río Barak nace en las colinas de Manipur, cerca del pueblo de Liyai de la tribu de Poumai Naga, en el distrito de Senapati, en el estado norteño indio de Manipur. Fluye primero en dirección oeste a través de Manipur y luego hacia el sudoeste, cruzando al estado de Mizoram.
Muchos pequeños afluentes contribuyen con sus aguas al Barak, estando cerca de su fuente los ríos Gumti, Howrah, Kagni, Senai Buri, Hari Mangal, Kakrai, Kurulia, Balujhuri, Shonaichhari y Durduria. Uno de sus tributarios importantes es el río Tuivai, que fluye en el distrito de Churachandpur, en dirección sur al sudoeste, antes de su confluencia con el Barak en Tipaimukh. Otro tributario importante es el río Irang, que discurre por los distritos de Senapati y Tamenglong. Otros afluentes son los ríos Jiri y Makru.
En el estado de Mizoram el Barak fluye hacia el suroeste a través de un estrecho valle de unos 160 km de longitud, para luego virar bruscamente hacia el noreste, cuando se le une el río Tuivai (que fluye en esa dirección), y seguir por otro valle en paralelo a la dirección que traía al otro lado de la divisoria de aguas. Entra en el estado de Assam y de nuevo se vuelve hacia el oeste, cerca de la localidad de Lakhipur, cuando entra en las llanuras, y luego llega a la ciudad de Silchar (228 985 hab. en 2011) donde se une con el río Madhura. Después de Silchar, fluye unos 30 kilómetros, y, justo al oeste de Badarpur, en la frontera con Bangladés y se divide en dos ramas: la septentrional, el río Surma (en bengalí: সুরমা নদী Shurma Nodi) y la meridional, el río Kushiyara.
Los principales afluentes del Barak están todos en la India y son los ríos Jiri, Dhaleshwari (Tlawng), Singla, Longai, Madhura, Sonai (Tuirial), Rukni y  Katakhal. Si bien es cierto estos ríos son de corriente tranquila, en época de monzones se vuelven turbulentos, debido a los continuos días de lluvia. El río Barak y sus afluentes proporcionan el suministro de agua esencial para la gente que vive en sus ribera (orilla)s, para sus campos agrícolas y para sus actividades comerciales, proporcionando además las fuentes más ricas de diversidad biológica existentes en la región. El proyecto Tipaimuk está en el proceso de construcción en el río Barak.
Es un río navegable pero en la parte superior hay varios obstáculos, especialmente los rápidos del llamado banco de Kauriya, que sólo pueden pasar algunos pequeños botes. En la parte inferior del río unas rocas en Fenchuganj impiden la navegación de barcos de transporte. Otros obstáculos a lo largo de su curso son superables excepto cuando el río está en su mínimo (en febrero).